# Голубоозерская волость
Голубоозерская волость — упразднённая административно-территориальная единица 3-го уровня и бывшее муниципальное образование со статусом сельского поселения в Невельском районе Псковской области России.
Административный центр — деревня Опухлики (в 1995—2005 гг. — в деревне Чернуха).

## География
Территория волости граничила на юге и западе с Ивановской волостью Невельского района,  на севере — с Новосокольническим районом, на востоке — с Великолукским районом.
На территории волости расположены озеро Иван (18,0 км², глубиной до 15 м; с островами — 23,6 км²), состоящее из двух озёр — Большой Иван (15,4 км²) и Малый Иван (8,0 км²), а также озеро Балаздынь (1,8 км², глубиной до 4,5 м) и др.

## Население
| 2002 | 2010  | 2012  | 2013  | 2014 | 2015 |
| ---- | ----- | ----- | ----- | ---- | ---- |
| 1385 | ↘1058 | ↘1029 | ↘1003 | ↘957 | ↘949 |

## Населённые пункты
В состав Голубоозерской волости входило 37 деревень: Боброво, Бородино, Васильки, Гололобы, Гостилово, Даркино, Ермаки, Журы, Зуи, Кисели, Красный Посёлок, Крупевицы, Леонцево, Ломижено, Межуево, Мосеево, Новая Изоча, Опухлики, Опухлики-2, Паникли, Подлужье, Прудок, Рудня, Семёново, Сеньково, Сидорово, Смыки, Спасс-Балаздынь, Станки, Стуколово, Урывково, Череухино, Черноносы, Чернуха, Чижевщина, Чупрово, Шишкин Бор.

## История
Постановлением Псковского областного Собрания депутатов от 26 января 1995 года все сельсоветы в Псковской области были переименованы в волости, в том числе Голубоозерский сельсовет был превращён в Голубоозерскую волость с центром в деревне Чернуха.
Законом Псковской области от 28 февраля 2005 года в границах волости было также создано муниципальное образование Голубоозерская волость со статусом сельского поселения (с центром в деревне деревня Опухлики) с 1 января 2006 года в составе муниципального образования Невельский район со статусом муниципального района.
Законом Псковской области от 30 марта 2015 года Голубоозерская волость была упразднена, а её территория была включена в состав Ивановской волости.